# Альсате, Стивен
Сти́вен Альса́те (исп. Steven Alzate; род. 8 сентября 1998, Камден, Большой Лондон) — колумбийский футболист, полузащитник. Выступал за сборную Колумбии.

## Клубная карьера
Альсате — воспитанник клуба «Лейтон Ориент». 28 февраля 2017 года в матче против «Стивениджа» он дебютировал во Второй лиге Англии. В поединке против «Ньюпорт Каунти» Стивен забил свой первый гол за «Лейтон Ориент». Летом 2018 года Альсате перешёл в «Брайтон энд Хоув Альбион» и сразу же был отдан в аренду в «Суиндон Таун». 4 августа в матче против «Маклсфилд Таун» он дебютировал за новый клуб. 22 сентября в поединке против «Йовил Таун» Стивен забил свой первый гол за «Суиндон Таун». По окончании аренды игрок вернулся в «Брайтон энд Хоув Альбион». 21 сентября 2019 года в матче против «Ньюкасл Юнайтед» он дебютировал в английской Премьер-лиге. 3 февраля 2021 года в поединке против «Ливерпуля» Стивен забил свой первый гол за «Брайтон энд Хоув Альбион».
Летом 2022 года Альсате был арендован бельгийским «Стандардом». 30 сентября в матче против «Серена» он дебютировал в Жюпиле лиге. 22 января 2023 года в поединке против «Антверпена» Стивен забил свой первый гол за «Стандард». По окончании аренды игрок вернулся в «Брайтон энд Хоув Альбион». 

## Международная карьера
16 ноября 2019 года в товарищеском матче против сборной Перу Альсате дебютировал за сборную Колумбии. 